# 丽球包属
丽球包属（学名：Mitremyces）是丽口包科下的一个属。

## 下属物种
本属包括以下物种：
- 台湾丽球包 Mitremyces formosana Saw.
- Mitremyces le-ratii Pat., 1906